# Jadran (Schiff, 1933)
Die Jadran (deutsch: Adria) ist ein 1931 gebauter Toppsegelschoner und das Segelschulschiff der montenegrinischen (früher der jugoslawischen) Marine. Während des Zweiten Weltkrieges war es ab 1941 zunächst im italienischen, ab 1943 im deutschen Besitz und trug in dieser Zeit den Namen Marco Polo.

## Bau und technische Daten
Das Schiff wurde 1931 in Hamburg auf der Stülcken-Werft für die damalige königlich-jugoslawische Marine unter der Baunummer 669 auf Kiel gelegt und lief am 25. Juni 1931 vom Stapel. Das Schiff ist mit 737 Tonnen vermessen und ist über alles 60,00 Meter lang, 8,90 Meter breit und hat einen Tiefgang von 4,55 Metern. Ein 480-PS-Dieselmotor mit angeschlossenem Propeller ist als Hilfsantrieb vorhanden. Die Besatzung besteht aus bis zu 61 Mann, davon 30 Auszubildende.

## Geschichte

### Jugoslawische Marine
Das Schiff wurde am 16. Juli 1933 in Tivat ausgeliefert und am 19. August 1933 in Dienst gestellt. Eine als Staatsakt zelebrierte zeremonielle Indienststellung erfolgte am 6. September in Split, und am 25. Juni 1934 wurde das Schiff der Flotte zugewiesen. Die Jadran unternahm bis 1939 vier Ausbildungsfahrten im Mittelmeer und dreimal auch im Atlantik. Mit Beginn des Zweiten Weltkrieges wurde das Schiff stillgelegt.

### Zweiter Weltkrieg

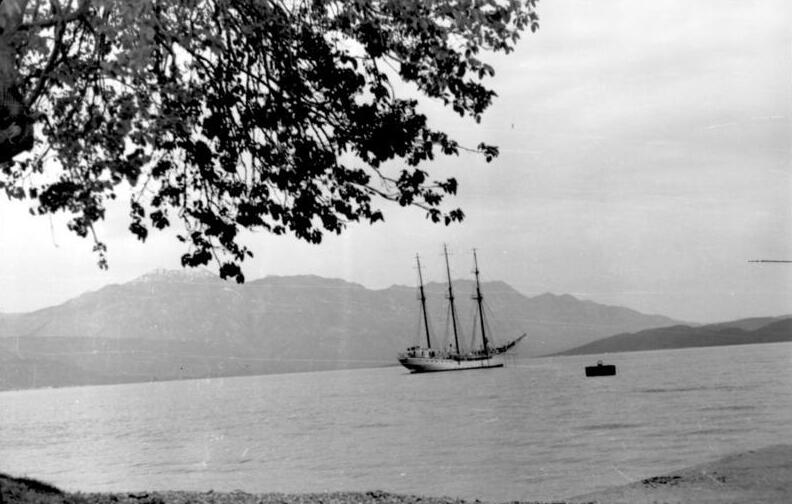
Die Jadran 1941 vor Kotor

Bei der deutschen Invasion Jugoslawiens im April 1941 befand sich das Schiff mit einer minimalen Stammbesatzung in der Bucht von Kotor. Dort wurde es am 17. April von der italienischen Marine beschlagnahmt, die es unter dem neuen Namen Marco Polo in Dienst stellte und es weiter als Segelschulschiff nutzte.
Nach der Kapitulation Italiens im September 1943 fiel das Schiff in deutsche Hände, lag allerdings ungenutzt – von der Ausschlachtung nützlicher Ausrüstung abgesehen – bis Kriegsende in Venedig. Bei Kriegsende diente das kaum noch schwimmfähige Schiff lediglich noch als Brücke über einen venezianischen Kanal. Nach anderen Angaben verwendete die Kriegsmarine den Segler weiter als stationäres Schulschiff.

### Nachkriegsschicksal
Nach dem Zweiten Weltkrieg verlangte die Sozialistische Föderative Republik Jugoslawien die Rückgabe des Schiffes, das daraufhin nach Tivat gebracht und ab April 1947 in der dortigen Marinewerft, dem heutigen Porto Montenegro, generalüberholt wurde. Die Arbeiten waren am 17. Dezember 1948 beendet, und die Jadran wurde der Marineschule in Divulje an der Westseite der Bucht von Split zugeteilt. 1956/57 und dann noch einmal zehn Jahre später wurde das Schiff erneut in Tivat generalüberholt und modernisiert. 1989 sollte es erneut eine gründliche Überholung in der Werft erhalten, blieb aber aufgrund des Krieges zwischen Kroatien und Jugoslawien mindestens bis 1997 in der Bucht von Kotor aufgelegt.
Seit 2006 gehört die Jadran zu den montenegrinischen Streitkräften und wird als Segelschulschiff genutzt. Bei Verhandlungen im Jahre 2006 zwischen Serbien und Montenegro über die Aufteilung der militärischen Ausrüstung erachtete die serbische Seite einen Verbleib des Schiffes bei Serbien aus finanziellen Gründen als nicht realistisch. Unterdessen erhob Anfang 2008 Kroatien Ansprüche auf das Schiff. Zuletzt wurde der Segler 2013 in der Werft Bijela-Boka Bay in Montenegro überholt.